# فرونتورن
فرونتورن (به لاتین: Frunthorn) یک کوه در سوئیس است که در کانتون گراوبوندن واقع شده‌است. فرونتورن ۳٬۰۳۰ متر بالاتر از سطح دریا واقع شده‌است.